# Mont-devant-Sassey
Pour les articles homonymes, voir Mont et Sassey (homonymie).
Mont-devant-Sassey est une commune française située dans le département de la Meuse, en région Grand Est.

## Géographie

### Localisation
La commune est à 1,8 km de Sassey-sur-Meuse, 3,2 de Montigny-devant-Sassey, 4,9 de Villers-devant-Dun et 39,8 de Verdun.

#### Communes limitrophes
| Montigny-devant-Sassey | Saulmory-Villefranche | Mouzay           |
|                        | Mont-devant-Sassey    |                  |
| Villers-devant-Dun     | Doulcon               | Sassey-sur-Meuse |

### Géologie et relief
Hydrogéologie et climatologie : Système d’information pour la gestion des eaux souterraines du bassin Rhin-Meuse :
Territoire communal : Occupation du sol (Corinne Land Cover); Cours d'eau (BD Carthage),
Géologie : Carte géologique; Coupes géologiques et techniques,
 Hydrogéologie : Masses d'eau souterraine; BD Lisa; Cartes piézométriques.
Forêt communale.

### Hydrographie
La commune est dans le bassin versant de la Meuse au sein du bassin Rhin-Meuse. Elle est drainée par la Meuse, le ruisseau de Mont et le ruisseau de Longvaux,,.
La Meuse, d'une longueur de 486 km dans sa partie française, est un fleuve européen qui prend sa source en France, dans la commune du Châtelet-sur-Meuse, à 409 mètres d'altitude, et se jette dans la mer du Nord après un cours long d'approximativement 950 kilomètres traversant la France, la Belgique et les Pays-Bas. 

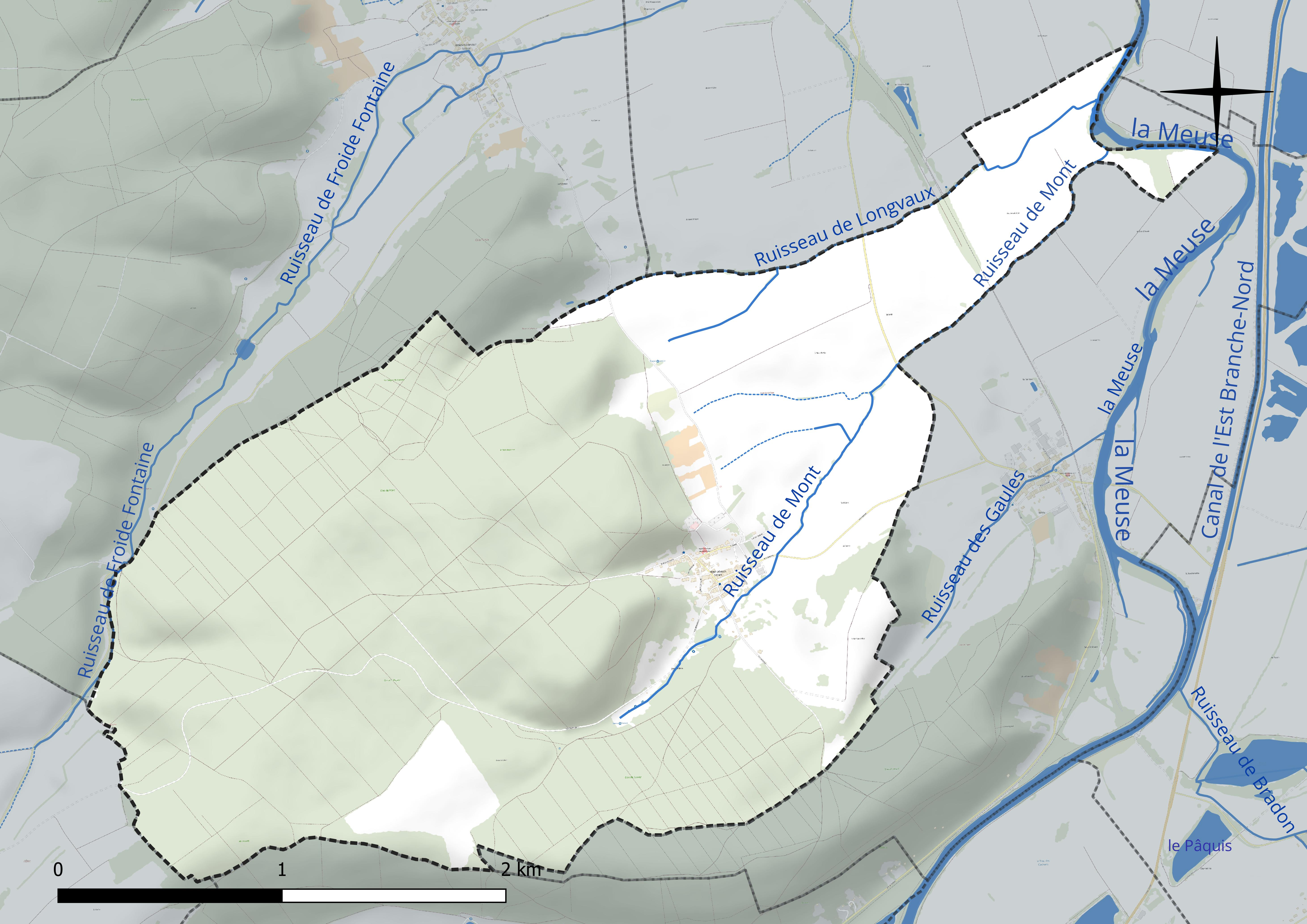
Réseau hydrographique de Mont-devant-Sassey.

### Climat
Pour des articles plus généraux, voir Climat du Grand Est et Climat de la Meuse.
En 2010, le climat de la commune est de type climat de montagne, selon une étude du Centre national de la recherche scientifique s'appuyant sur une série de données couvrant la période 1971-2000. En 2020, Météo-France publie une typologie des climats de la France métropolitaine dans laquelle la commune est exposée à un climat océanique altéré et est dans la région climatique  Lorraine, plateau de Langres, Morvan, caractérisée par un hiver rude (1,5 °C), des vents modérés et des brouillards fréquents en automne et hiver. 
Pour la période 1971-2000, la température annuelle moyenne est de 9,7 °C, avec une amplitude thermique annuelle de 15,7 °C. Le cumul annuel moyen de précipitations est de 978 mm, avec 14,2 jours de précipitations en janvier et 9,7 jours en juillet. Pour la période 1991-2020, la température moyenne annuelle observée sur la station météorologique de Météo-France la plus proche, « Mouzay », sur la commune de Mouzay à 7 km à vol d'oiseau, est de 10,6 °C et le cumul annuel moyen de précipitations est de 789,5 mm. 
La température maximale relevée sur cette station est de 40,4 °C, atteinte le 24 juillet 2019 ; la température minimale est de −15,3 °C, atteinte le 20 décembre 2009,,. 
Les paramètres climatiques de la commune ont été estimés pour le milieu du siècle (2041-2070) selon différents scénarios d'émission de gaz à effet de serre à partir des nouvelles projections climatiques de référence DRIAS-2020. Ils sont consultables sur un site dédié publié par Météo-France en novembre 2022.

### Voies de communications et transports

#### Transports en commun

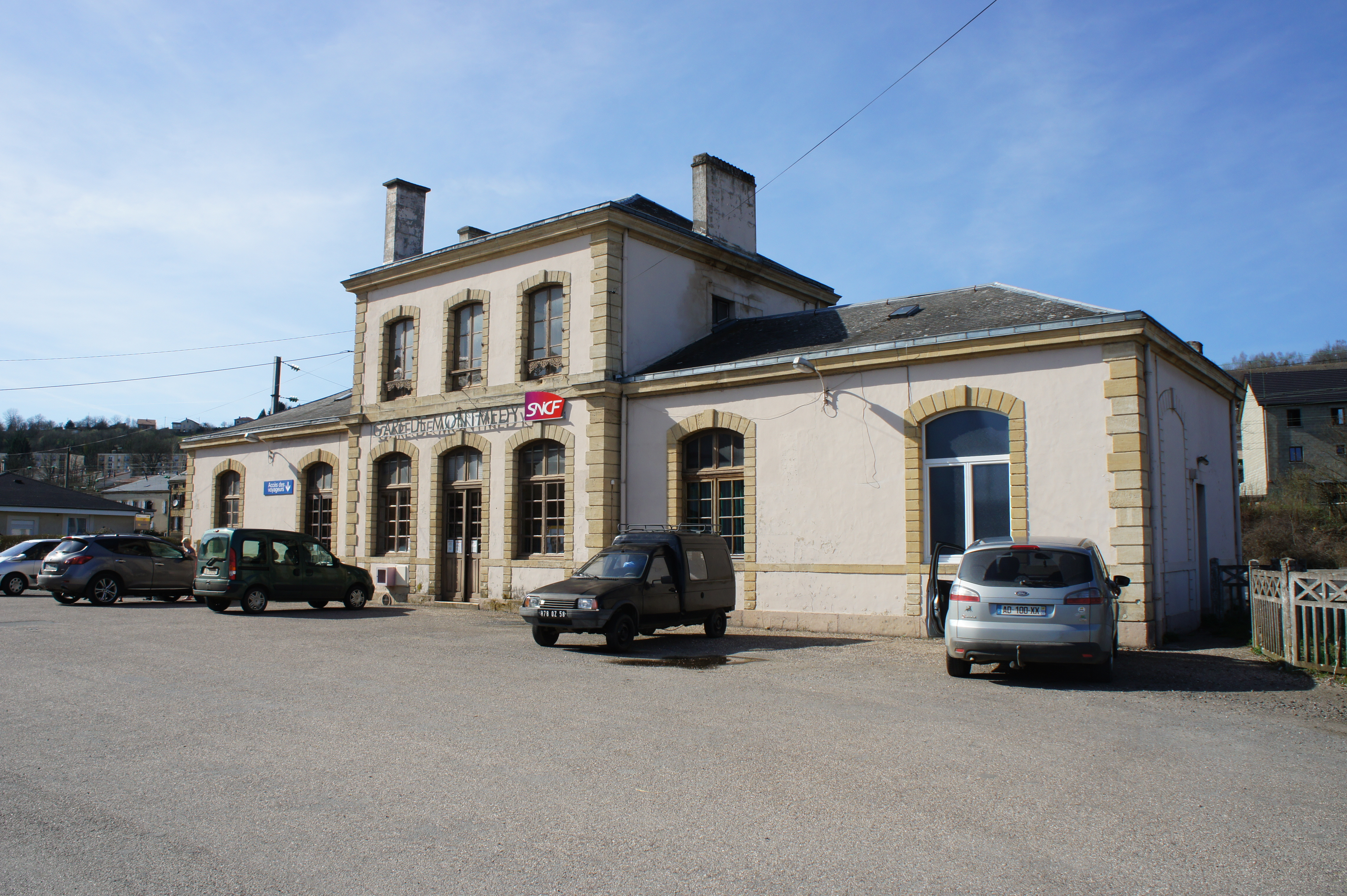
Gare de Montmédy.

- Fluo Grand Est.
- Transports en Alsace.

#### Lignes SNCF
- Gare de Montmédy
- Gare de Carignan

## Urbanisme

### Typologie
Au 1er janvier 2024, Mont-devant-Sassey est catégorisée commune rurale à habitat dispersé, selon la nouvelle grille communale de densité à sept niveaux définie par l'Insee en 2022.
Elle est située hors unité urbaine et hors attraction des villes,.

### Occupation des sols
L'occupation des sols de la commune, telle qu'elle ressort de la base de données européenne d’occupation biophysique des sols Corine Land Cover (CLC), est marquée par l'importance des forêts et milieux semi-naturels (63 % en 2018), en diminution par rapport à 1990 (65,1 %). La répartition détaillée en 2018 est la suivante : 
forêts (63 %), prairies (17,9 %), terres arables (11,5 %), zones agricoles hétérogènes (7,6 %). L'évolution de l’occupation des sols de la commune et de ses infrastructures peut être observée sur les différentes représentations cartographiques du territoire : la carte de Cassini (XVIIIe siècle), la carte d'état-major (1820-1866) et les cartes ou photos aériennes de l'IGN pour la période actuelle (1950 à aujourd'hui).

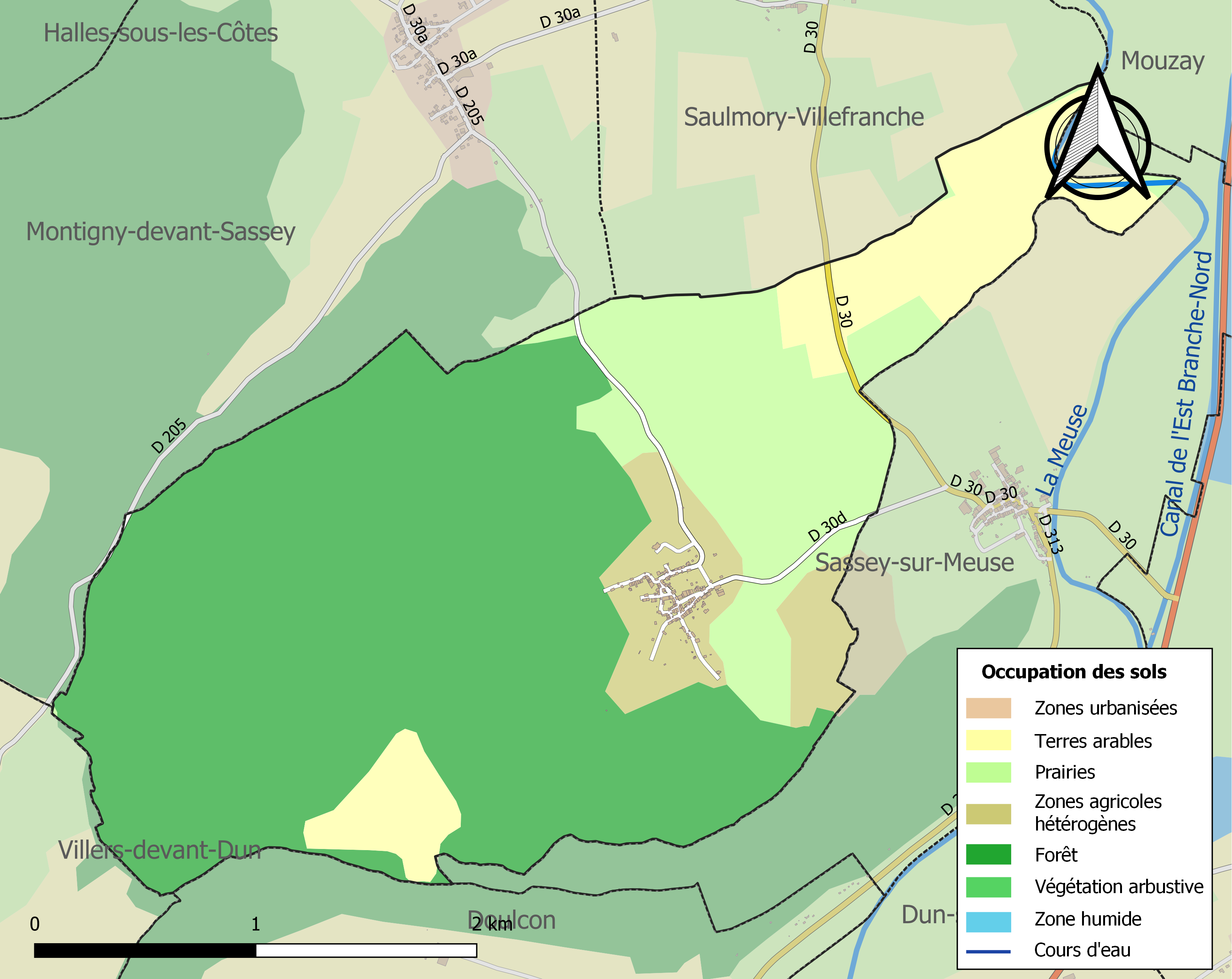
Carte des infrastructures et de l'occupation des sols de la commune en 2018 (CLC).

## Toponymie
Le nom de la localité est attesté sous les formes Mons (1257) ; De Montibus (1285) ; « Beata virgo Maria de Montibus » (XVIe siècle) ; Mont (1571) ; Mout (1607).

De l'oïl mont qui peut représenter la modeste éminence située à une faible altitude, environ 75 mètres au-dessus du niveau de la Meuse, le village est précisé par le nom de la commune voisine de Sassey.

## Histoire
Mont-devant-Sassey est situé confins de l’ancien Duché de Bar et des Duché de Lorraine, des évêchés de Verdun, Metz et Toul et des royaumes successifs qui se sont disputés cette terre frontière. 
L'église Notre-Dame-de-l'Assomption a été édifiée à partir du XIe siècle.
Le village a abrité entre 1826 et 1908 une fonderie de cloches tenue par la famille Farnier, réputée dans toute la France et les colonies : la Fonderie Jeanne d’Arc à qui l'on doit par exemple 3 cloches de l'église Saint-Pantaléon de Commercy.
Située dans la zone de combat au début de la guerre, puis sur la ligne de feu en 1918, la commune a été décorée de la croix de guerre 1914-1918 : Citation du village à l'ordre de l'Armée le 19/11/1920 ; croix de guerre avec palme le 19 novembre 1920. 
La réappropriation du patrimoine religieux a été marquée par une initiative mise en place à Mont-devant-Sassey. Le succès du projet, intitulé «Défi TAP - Jeunes ambassadeurs du patrimoine », est tel qu’il essaime peu à peu sur tout le territoire lorrain.

## Politique et administration
| Période                                  | Période                   | Identité                                        | Étiquette | Qualité          |
| ---------------------------------------- | ------------------------- | ----------------------------------------------- | --------- | ---------------- |
| Les données manquantes sont à compléter. |                           |                                                 |           |                  |
| 1971                                     | mars 2008                 | René Fétus                                      |           |                  |
| mars 2008                                | En cours (au 27 mai 2020) | Olivier Martinez Réélu pour le mandat 2020-2026 |           | Ouvrier qualifié |

### Budget et fiscalité 2022

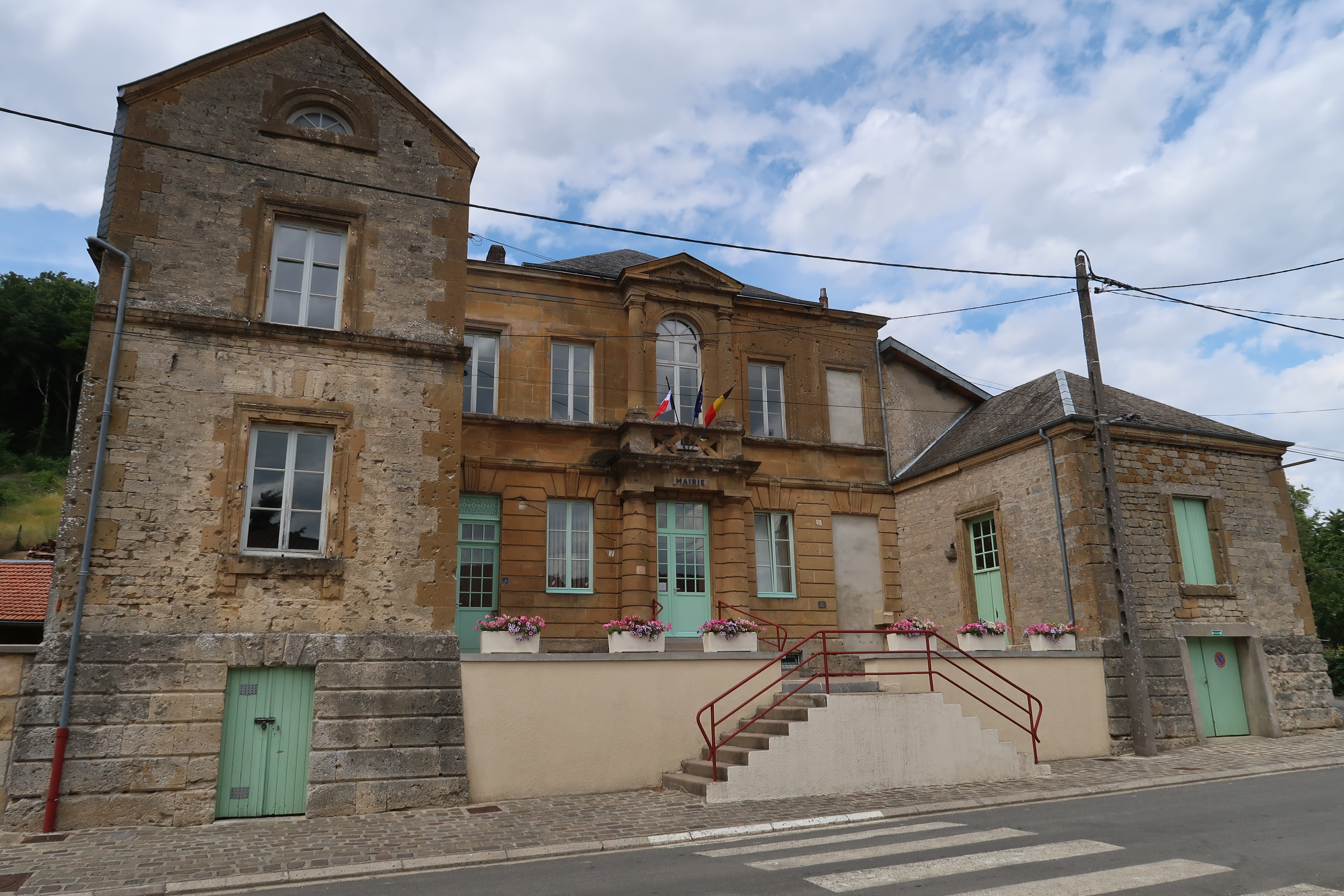
Mairie.

En 2022, le budget de la commune était constitué ainsi :
- total des produits de fonctionnement : 58 000 €, soit 548 € par habitant ;
- total des charges de fonctionnement : 66 000 €, soit 627 € par habitant ;
- total des ressources d'investissement : 4 000 €, soit 35 € par habitant ;
- total des emplois d'investissement : 37 000 €, soit 351 € par habitant ;
- endettement : 217 000 €, soit 2 062 € par habitant.

Avec les taux de fiscalité suivants :
- taxe d'habitation : 1,65 % ;
- taxe foncière sur les propriétés bâties : 29,42 % ;
- taxe foncière sur les propriétés non bâties : 12,65 % ;
- taxe additionnelle à la taxe foncière sur les propriétés non bâties : 0,00 % ;
- cotisation foncière des entreprises : 0,00 %.

Chiffres clés Revenus et pauvreté des ménages en 2020 : médiane en 2020 du revenu disponible, par unité de consommation : 20 930 €.

## Population et société

### Démographie

#### Évolution démographique
L'évolution du nombre d'habitants est connue à travers les recensements de la population effectués dans la commune depuis 1793. Pour les communes de moins de 10 000 habitants, une enquête de recensement portant sur toute la population est réalisée tous les cinq ans, les populations de référence des années intermédiaires étant quant à elles estimées par interpolation ou extrapolation. Pour la commune, le premier recensement exhaustif entrant dans le cadre du nouveau dispositif a été réalisé en 2004.

En 2022, la commune comptait 99 habitants, en évolution de +7,61 % par rapport à 2016 (Meuse : −4,4 %, France hors Mayotte : +2,11 %).
| 1793 | 1800 | 1806 | 1821 | 1831 | 1836 | 1841 | 1846 | 1851 |
| ---- | ---- | ---- | ---- | ---- | ---- | ---- | ---- | ---- |
| 559  | 617  | 677  | 657  | 713  | 692  | 692  | 661  | 630  |

| 1856 | 1861 | 1866 | 1872 | 1876 | 1881 | 1886 | 1891 | 1896 |
| ---- | ---- | ---- | ---- | ---- | ---- | ---- | ---- | ---- |
| 530  | 580  | 540  | 519  | 486  | 490  | 466  | 423  | 364  |

| 1901 | 1906 | 1911 | 1921 | 1926 | 1931 | 1936 | 1946 | 1954 |
| ---- | ---- | ---- | ---- | ---- | ---- | ---- | ---- | ---- |
| 329  | 312  | 277  | 241  | 244  | 215  | 241  | 178  | 170  |

| 1962 | 1968 | 1975 | 1982 | 1990 | 1999 | 2004 | 2006 | 2009 |
| ---- | ---- | ---- | ---- | ---- | ---- | ---- | ---- | ---- |
| 154  | 122  | 103  | 114  | 118  | 125  | 108  | 104  | 115  |

| 2014 | 2019 | 2022 | - | - | - | - | - | - |
| ---- | ---- | ---- | - | - | - | - | - | - |
| 97   | 102  | 99   | - | - | - | - | - | - |

#### Pyramide des âges
La population de la commune est relativement âgée.
En 2018, le taux de personnes d'un âge inférieur à 30 ans s'élève à 21,6 %, soit en dessous de la moyenne départementale (32,4 %). À l'inverse, le taux de personnes d'âge supérieur à 60 ans est de 44,1 % la même année, alors qu'il est de 29,6 % au niveau départemental.
En 2018, la commune comptait 52 hommes pour 47 femmes, soit un taux de 52,53 % d'hommes, largement supérieur au taux départemental (49,51 %).
Les pyramides des âges de la commune et du département s'établissent comme suit.
| Hommes | Classe d’âge | Femmes |
| ------ | ------------ | ------ |
| 1,9    | 90 ou +      | 0,0    |
| 16,7   | 75-89 ans    | 12,5   |
| 25,9   | 60-74 ans    | 31,3   |
| 20,4   | 45-59 ans    | 25,0   |
| 13,0   | 30-44 ans    | 10,4   |
| 11,1   | 15-29 ans    | 10,4   |
| 11,1   | 0-14 ans     | 10,4   |

| Hommes | Classe d’âge | Femmes |
| ------ | ------------ | ------ |
| 0,8    | 90 ou +      | 2,2    |
| 7,6    | 75-89 ans    | 11     |
| 20,2   | 60-74 ans    | 20,5   |
| 20,6   | 45-59 ans    | 20     |
| 17,4   | 30-44 ans    | 16,8   |
| 16,7   | 15-29 ans    | 13,6   |
| 16,8   | 0-14 ans     | 15,8   |

### Enseignement
Établissements d'enseignements :
- Écoles maternelles et primaires à Dun-sur-Meuse, Mouzay, Laneuville-sur-Meuse, Stenay.
- Collèges à Stenay, Damvillers, Montmédy.
- Lycées à Stenay.

### Santé
Professionnels et établissements de santé :
- Médecins à Dun-sur-Meuse, Stenay, Buzancy, Montmédy.
- Pharmacies à Dun-sur-Meuse, Stenay, Buzancy, Montmédy.
- Hôpitaux à Longuyon, Sedan, Mont-Saint-Martin, Charleville-Mézières.

### Cultes
- Culte catholique, Paroisse Notre-Dame entre Argonne et Meuse[39], Diocèse de Verdun.

## Économie

### Entreprises et commerces

#### Agriculture
- Sylviculture et exploitation forestière.

#### Tourisme
- Hébergements et restauration à Dun-sur-Meuse, Saulmory-et-Villefranche, Halles-sous-les-Côtes.

#### Commerces
- Commerces et services de proximité.

## Culture locale et patrimoine

### Lieux et monuments

#### L'église Notre-Dame
Authentique église du XIe siècle, fondée sur les ruines d'un sanctuaire celtique datant d'avant le VIe siècle, date où Dagobert II chassa les Celtes des marches du royaume des Francs.

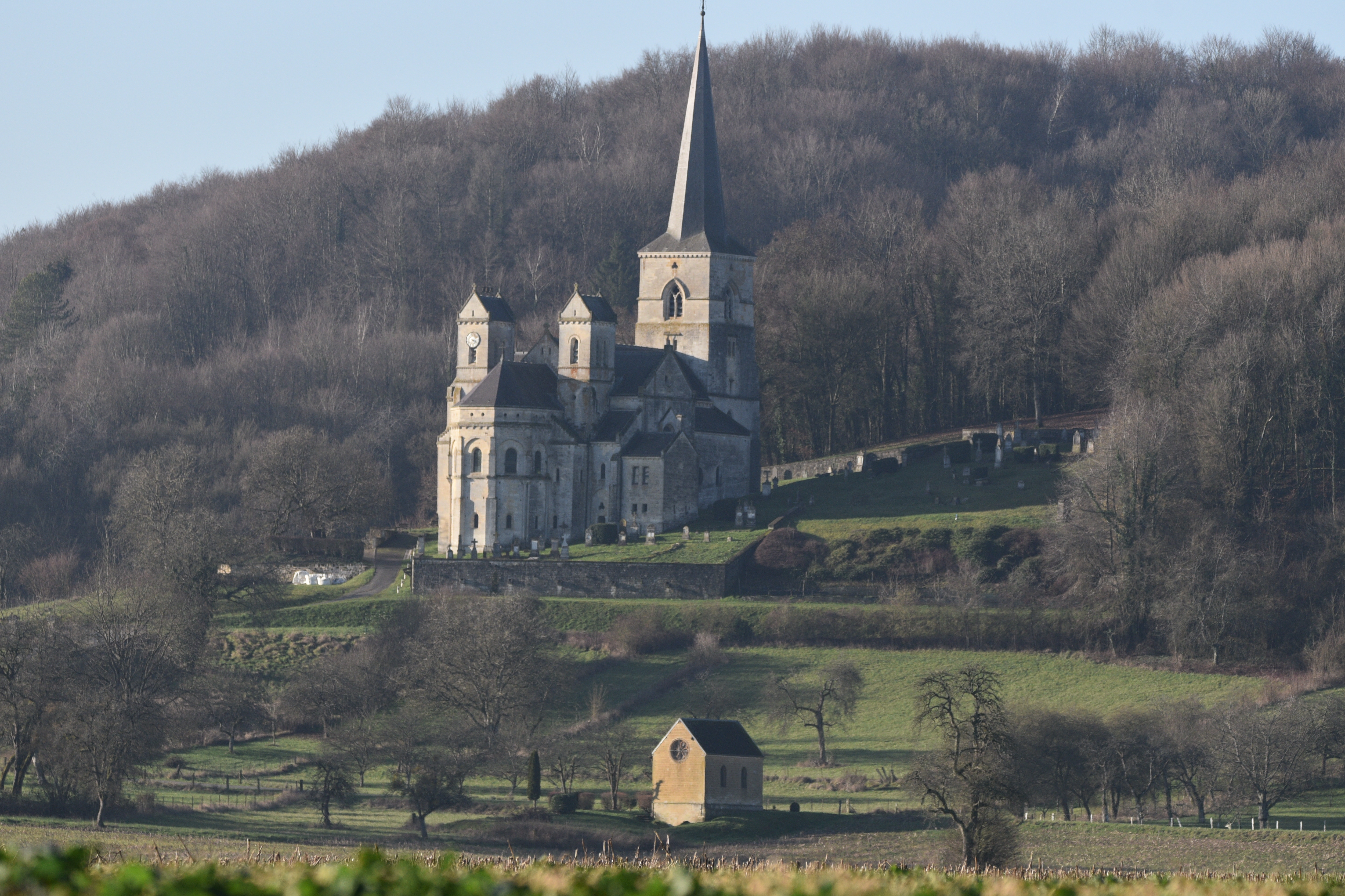

Bâtie dès le XIe siècle par les dames chanoinesses d'Andenne (Belgique), consécutivement aux invasions normandes.
Savant mélange de roman, de gothique et de Renaissance pour les parties les plus récentes.
L'église fait l'objet d'un classement au titre des monuments historiques depuis 1875.
Une association loi de 1901, composée de bénévoles, entoure le maire pour les travaux d'entretien et de réhabilitation. Elle organise également des visites guidées de mai à septembre. 
La Fondation de France et la Fondation du patrimoine ont soutenu l'opération de restauration du monument. L’édifice meusien a été récompensé pour ses efforts à "associer la jeunesse à la transmission et à la valorisation de leur patrimoine." 

#### Autres

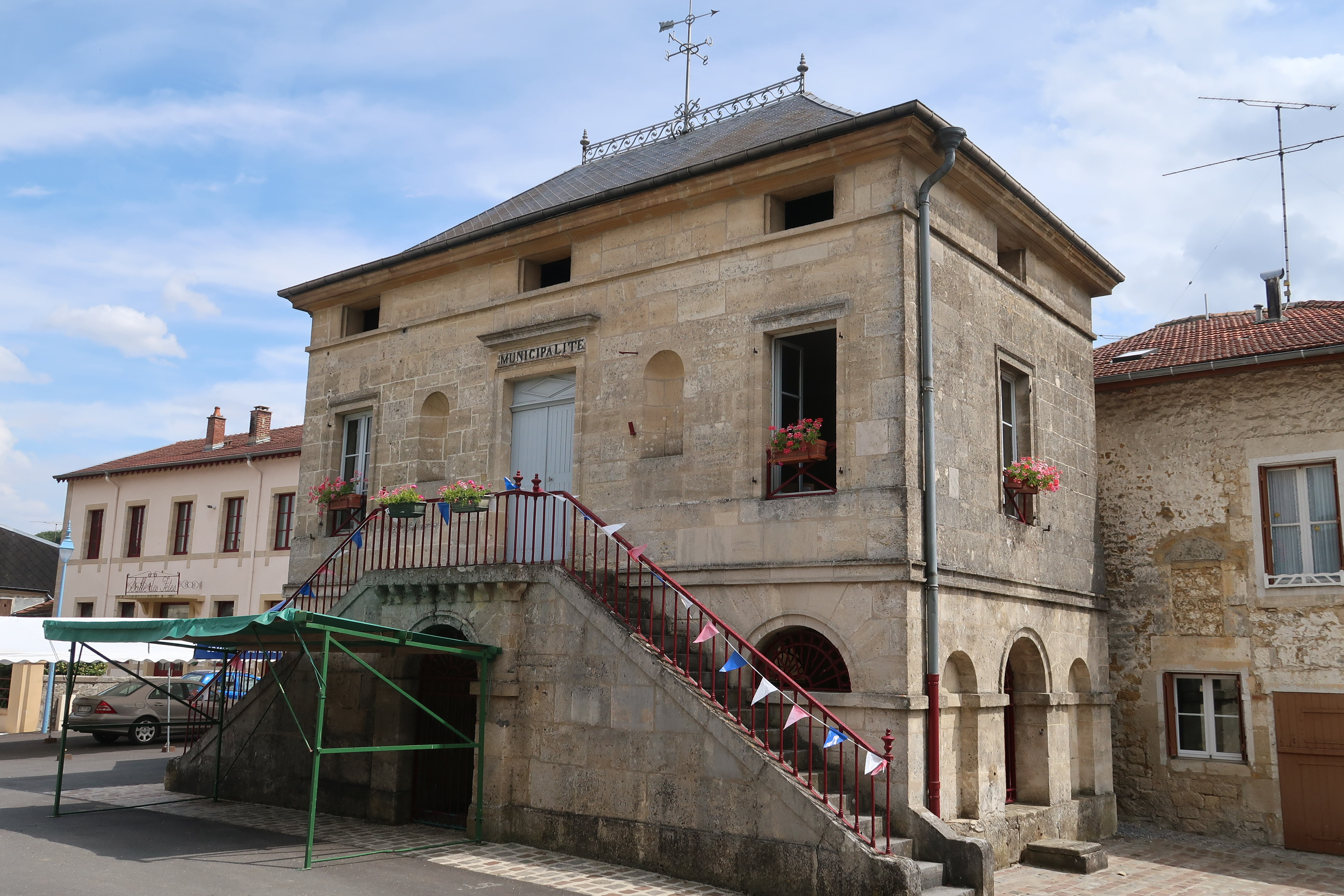
Mairie-lavoir.
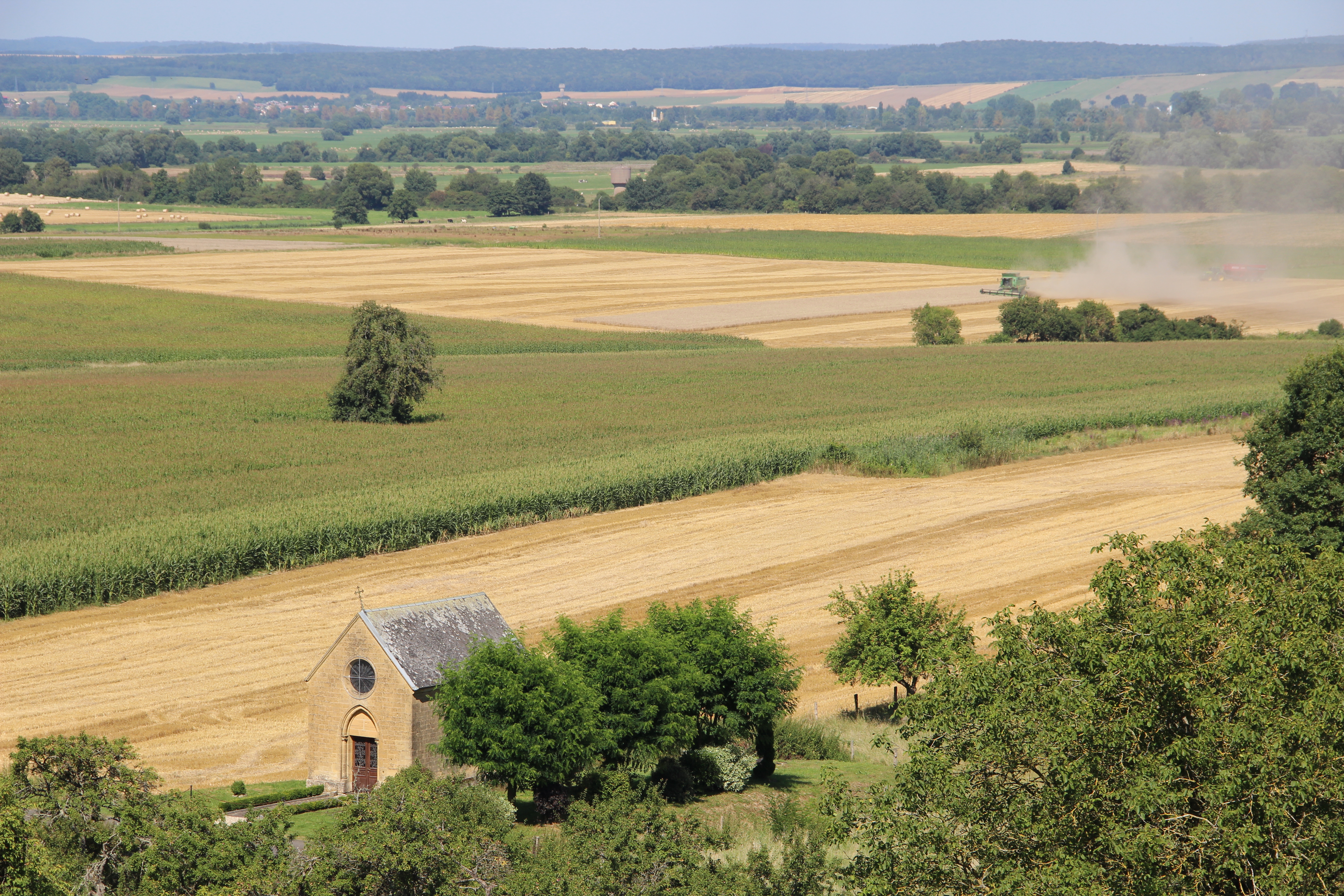
Vue depuis l'église. Au premier plan, la chapelle Notre-Dame-Protectrice-des-Petits-Enfants.
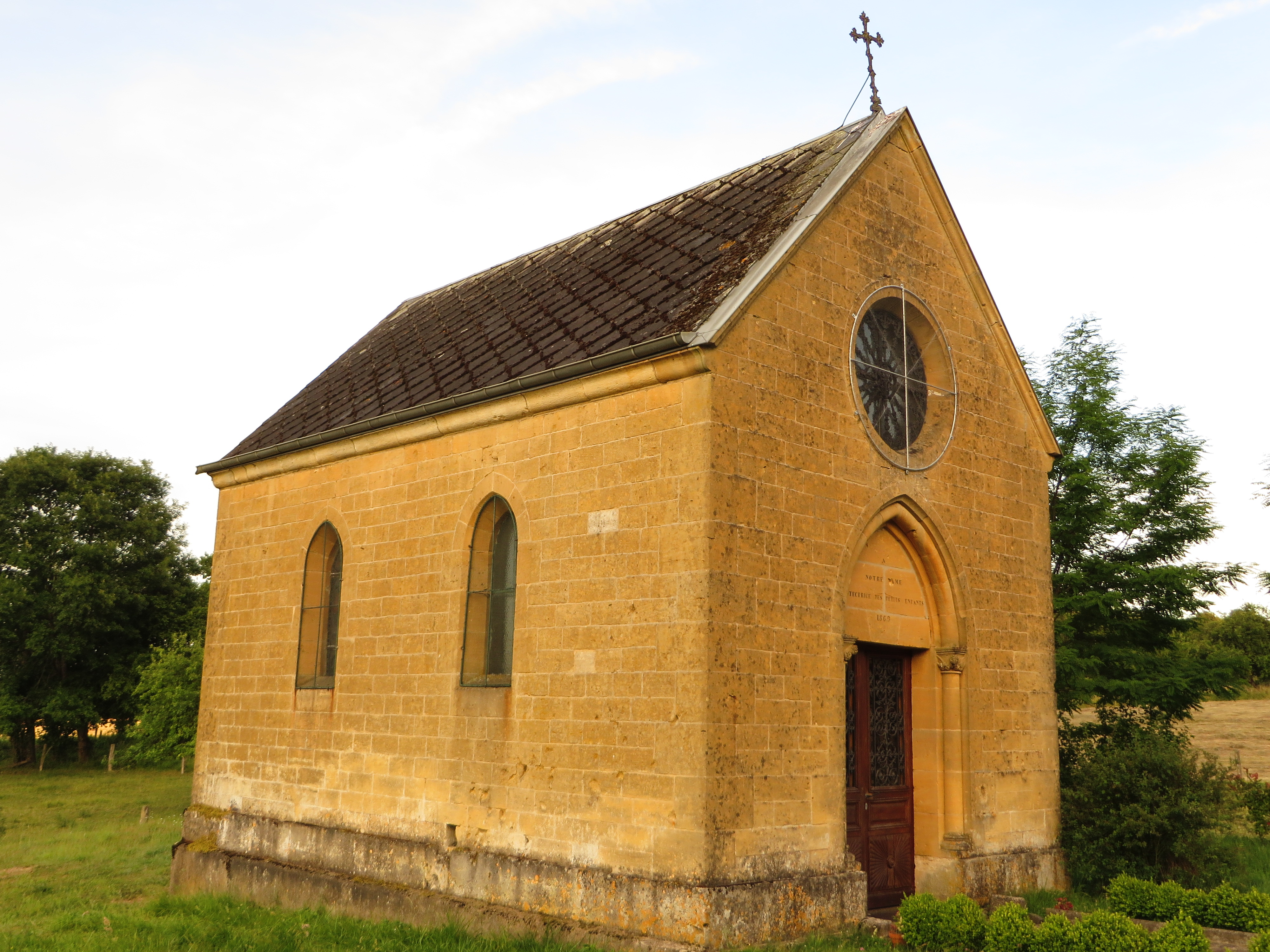
Notre-Dame-Protectrice-des-Petits-Enfants.
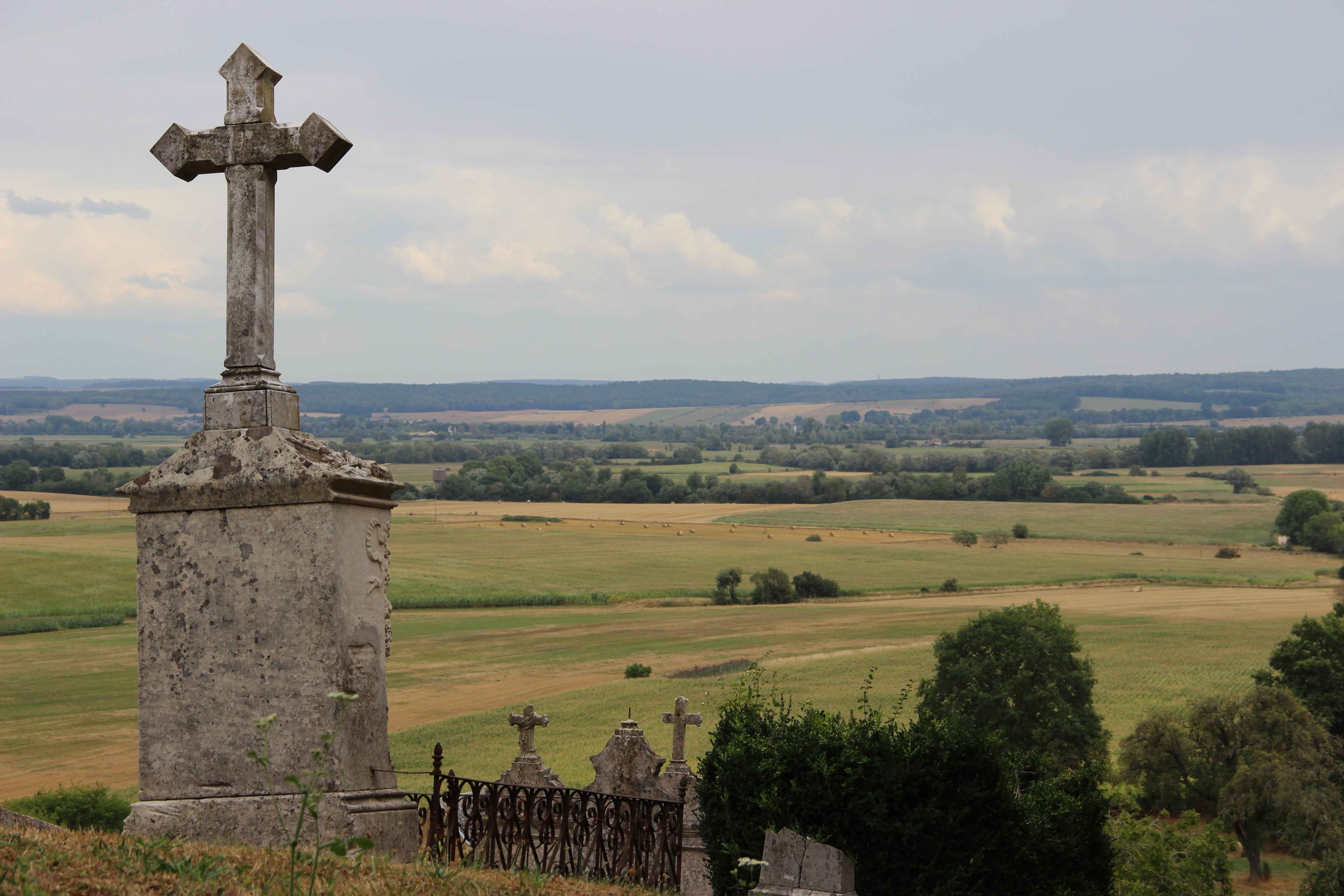
Croix du cimetière.

- L'ancienne mairie-lavoir (1829) due à l'architecte Joseph-Théodore Oudet fait l’objet d’une inscription au titre des monuments historiques depuis le 11 juin 1998[42].
- Monument aux morts construit en 1924.
- Croix du cimetière.
- Nombreux lavoirs[43], nombreuses maisons XVIIe.
- La chapelle Notre-Dame-Protectrice-des-Petits-Enfants, construite en 1869.
- Fonderie d'art et métallurgie ancienne[44].

### Personnalités liées à la commune
- Joseph-Théodore Oudet, Architecte départemental de la Meuse. Fondateur et premier conservateur du musée de Bar-le-Duc.
- Begge d'Andenne. Mère de Pépin de Herstal, sainte Begge, grand-mère de Charles de Herstal, dit Charles Martel, né à Andenne (Belgique)[45].

### Héraldique, logotype et devise
| Blason de Mont-devant-Sassey | Blason  | D'azur à l'église du lieu d'argent ouverte et ajourée du champ ; chapé de gueules chargé de deux bars affrontés d'or et soutenu d'un chevronnel haussé d'or,. |
| Blason de Mont-devant-Sassey | Détails | Le statut officiel du blason reste à déterminer. |